# SC Santos Dumont
SC Santos Dumont was een Braziliaanse voetbalclub uit Salvador in de deelstaat Bahia.

## Geschiedenis
De club werd op 3 mei 1904 opgericht en werd vernoemd naar de vliegenier Alberto Santos-Dumont. In 1910 werd de club staatskampioen. In 1913 werd de club ontbonden. 

## Erelijst
Campeonato Baiano
1910